# Mark Petrovski
Mark Viacheslávovich Petrovski –en ruso, Марк Вячеславович Петровский– (Minusinsk, 1 de enero de 1999) es un deportista ruso que compite en boxeo. Ganó una medalla de oro en el Campeonato Mundial de Boxeo Aficionado de 2021, en la categoría de +92 kg.

## Palmarés internacional
| Campeonato Mundial | Campeonato Mundial | Campeonato Mundial | Campeonato Mundial |
| Año                | Lugar              | Medalla            | Categoría          |
| ------------------ | ------------------ | ------------------ | ------------------ |
| 2021               | Belgrado (Serbia)  | Medalla de oro     | +92 kg             |